# Casa Armengol (Sabadell)
La Casa Armengol és un edifici de Sabadell protegit com a bé cultural d'interès local.

## Descripció
Edifici entre mitgeres format per planta baixa i quatre pisos que allotgen quatre habitatges. Sobresurt de l'edifici una voluminosa tribuna amb pilastres sobre la qual hi ha una balconada. Els materials de façana són l'estuc i la pedra emprada ornamentalment sobre les obertures i una orla al coronament. Segon i tercer pis amb balcó al qual s'accedeix per dues obertures i el quart pis presenta un balcó per a cada obertura.

## Història
Fou un dels primers habitatges plurifamiliars de la ciutat. Va patir una reforma amb la que es van afegir els dos últims pisos. La planta baixa també va ser modificada, suprimint dos dels quatre arcs que hi havia a fi de col·locar-hi un aparador.